# Paul Bergon
Paul Bergon (Paris, 27 septembre 1863 - Paris, 22 janvier 1912) est un photographe, compositeur et botaniste français.

## Biographie
Né en 1863 à Paris, Jacques Louis Paul Bergon est le fils de Bernard Frédéric Bergon, banquier, et de Marie Sophie Le Bègue, son épouse. Il est le petit-fils de l'architecte Alfred Le Bègue, et le neveu du photographe René Le Bègue et de l'architecte Stéphan Le Bègue.
Il est initié à la photographie par des membres de son entourage familial. Vers 1885, il commence sérieusement sa carrière de photographe. Il est considéré comme un représentant important du pictorialisme français.
Membre de la Société française de photographie à partir de 1896, il expérimente la photographie couleur à l'avènement de « l'Autochrome Lumière » (1907). Il se spécialise dans la photographie de nus.
En 1895 et 1897, il met en musique plusieurs poèmes de Marie Krysinska.
En 1906, il devient membre de la Société botanique de France. Dans le domaine de l'orchidologie, il coécrit, avec Edmond-Gustave Camus et Aimée Antoinette Camus, la Monographie des orchidées de l'Europe de l'Afrique septentrionale, de l'Asie mineure et des provinces russes transcaspiennes. Sa monographie sur le genre de diatomées Entogonia a ensuite été traduite en anglais. L'Académie des sciences lui décerne le prix Thore en 1909.
Paul Bergon meurt en 1912, en son domicile du 82, boulevard des Batignolles. Il est inhumé trois jours plus tard au cimetière du Montparnasse (division 26). 